# Сан-Никколо-аль-Кармине (Сиена)
Сан-Никколо-аль-Кармине, также известна как Санта-Мария-дель-Кармине (итал. San Niccolò al Carmine, Santa Maria del Carmine), — римско-католическая церковь и монастырь в городе Сиена, Тоскана, Италия. В настоящее время церковь служит ораторием для Контрады Пантера. Через дорогу от колокольни находится Палаццо Чельси-Поллини. На север вдоль Пьян-дей-Мантеллини, в сторону Арко-делле-Дуе-Порте, на той же стороне улицы расположено несколько дворцов, построенных вокруг бывшего монастыря покинутых женщин: неоклассический Палаццо Инконтри, Палаццо Рависса и Палаццо Сегарди .

## История
Предание гласит, что в 770 году на этом месте жили отшельники; тогда же здесь была возведена кувуклия с иконой Мантеллини. На этом месте возникли церковь и монастырь кармелитов, упоминания о которых датируются примерно 1265 годом. В то время церковь находилась за пределами стен средневекового города, за воротами Порта-де-Дуа-Порте, также называемыми воротами Сталлореджи и аркой Санта-Лючия. В XIV веке монастырь был окружён городскими стенами Сиены. Сохранившиеся церковь и колокольня построены в 1517 году по проекту Бальдассаре Перуцци. Работы над церковью продолжались до XVII века. Позднее она стала военной казармой. Ныне в здании располагаются химические институты Сиенского университета.

## Архитектура и произведения искусства
Ныне существующее здание с кирпичным фасадом и скромным внешним видом отличается стройной квадратной в плане колокольней XVII века. Это была первая колокольня, построенная в Сиене (по некоторым данным, по проекту архитектора Бальдассаре Перуцци) после падения Сиенской республики в 1555 году. Главный фасад отмечен большим овальным окном (окулюсом) и входным порталом, увенчанным фронтоном середины XVII века.
Клуатр был достроен в XVI веке и расписан фресками Джузеппе Назини.
Церковь имеет один неф с расписной деревянной крышей и глубокой капеллой с плоской апсидой, типичной для церквей периода нищенствующих орденов. В конце правого нефа находится Капелла Святых Даров, которой кармелиты были глубоко преданы.
Внутри церкви хранится множество ценных произведений искусства. На контрфасаде, слева и справа находятся картины XVII века. Одна приписывается Дионисио Монторселли, изображающая Святую Марию Магдалину деи Пацци, принимающую терновый венец от Христа, вторая — Рутилио Манетти с изображением Трёх Марий и Иоанна Евангелиста под крестом Распятия.
В алтаре контрфасада — «Святой Варфоломей», шедевр Алессандро Казолани (1604); «Видение святой Терезы Авильской» — картина Джузеппе Колиньона; «Вознесение Христа» Джакомо Паккьяротти находится на надгробном памятнике с мощами блаженного Джованни Коломбини.
В церкви находится панно с изображением Преображения Святой Терезы Авильской со Святым Иоанном Креста и Святым Семейством.
На правой стене нефа находятся «Поклонение пастухов» Риччо, завершённое Арканджело Салимбени (1570—1571), фрагмент фрески Бенедетто ди Биндо первого десятилетия XV века, изображающей Вознесение Девы Марии, и, возможно, самое важное произведение церкви — большая панель с изображением Святого Михаила Архангела, изгоняющего мятежных ангелов, шедевр Доменико Беккафуми, датируемый примерно 1528 годом. Под алтарем хранятся мощи блаженного Франко Липпи да Гротти.
Далее находятся фрагмент «Благовещения», приписываемого художнику сиенской школы второй половины XIV века, и «Мадонна с Младенцем» начала XV века. Далее, за капеллой Святого Причастия, «Мадонна деи Мантеллини» (la Madonna dei Mantellini), — «Мадонна накидок», картина в византийском стиле сиенской школы, датируемая около 1240 года, которая на протяжении веков была объектом народного поклонения. Она получила своё название благодаря юбкам или плащам, которые дети дарили ей в знак благодарности за оказанную или просимую милость. Она также служила предметом молитв за младенцев и новорождённых (которых пеленали в «мантеллини»), что и дало название району и улице. Картина вставлена в другую, со святыми работы Франческо Ванни (конец XVI — начало XVII века).
На левой стене нефа представлены другие произведения: алтарная картина Джироламо дель Паккья «Вознесение» (ок. 1510), вдохновлённая как Пьетро Перуджино, так и молодым Рафаэлем; «Мученичество Святого Варфоломея» — картина Алессандро Казолани (1604).
Справа, в конце нефа, находится Капелла Печчи, которая раньше использовалась в качестве сакристии, а с XVII века посвящена Святому Таинству. В ней находится ценный алтарь из мрамора эпохи Возрождения, приписываемый Лоренцо ди Мариано по прозванию Маррина. Алтарь украшен картиной «Рождество» Содомы, датируемым около 1545 года, выполненным с помощью соавтора, возможно, Марко Биджо. В люнете изображён благословляющий Бог Отец, фреска Содомы или его мастерской. По обе стороны от алтаря находятся две небольшие панели с изображениями блаженного Франко Липпи да Гротти и святой Терезы Маргариты Сердца Иисуса.
Главный алтарь из полихромного мрамора, датируемый второй половиной XVII века, создан Томмазо Реди по образцу главного алтаря Сиенского собора. В центре алтаря ранее имелось отверстие, через которое священнослужители во время мессы показывали прихожанам освящённую гостию. Ныне ниша закрыта более поздней статуей Богоматери Кармельской, В верхней части алтаря находится мраморный киворий XVI века.
Рядом находится ризница, построенная около 1512 года Ванноччо Бирингуччи по проекту Франческо ди Джорджо Мартини; в алтаре — монохромная терракотовая статуя Святого Сигизмунда работы Джакомо Коццарелли (1515).
В церкви также представлены изображения некоторых важнейших святых, принадлежавших к ордену, в основном созданных в период модерна.

## Галерея

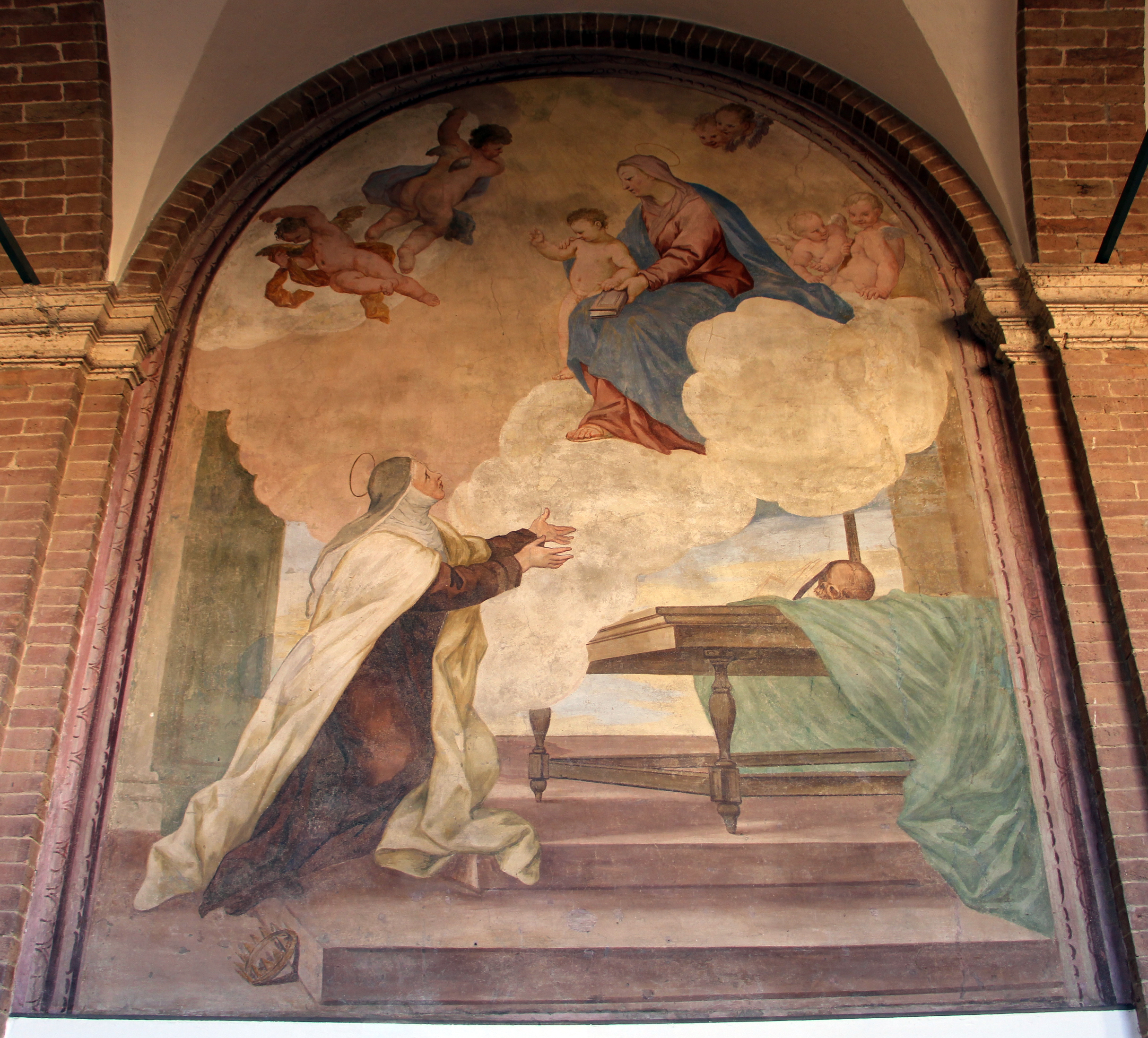
Джузеппе Назини. Фреска клуатра
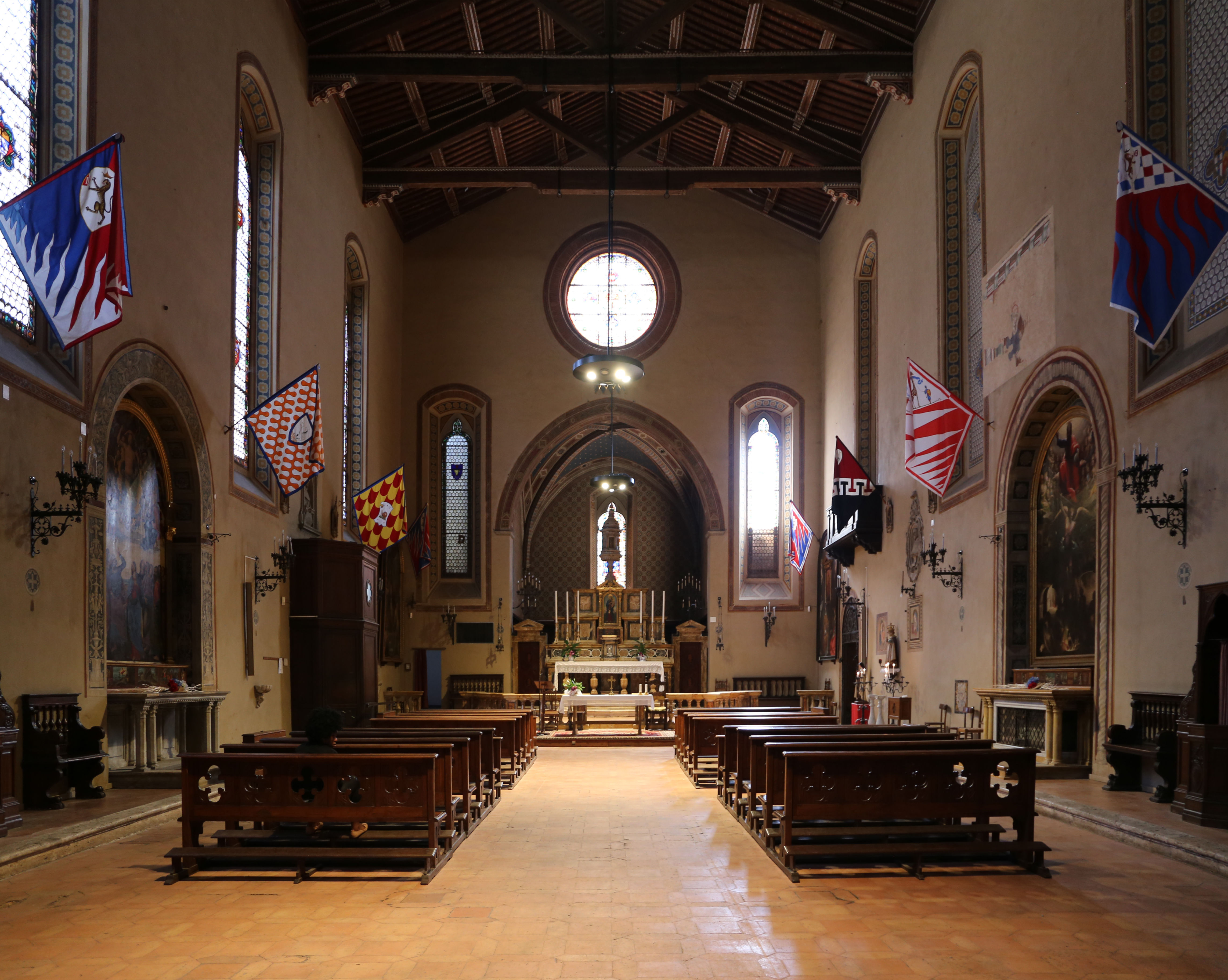
Интерьер
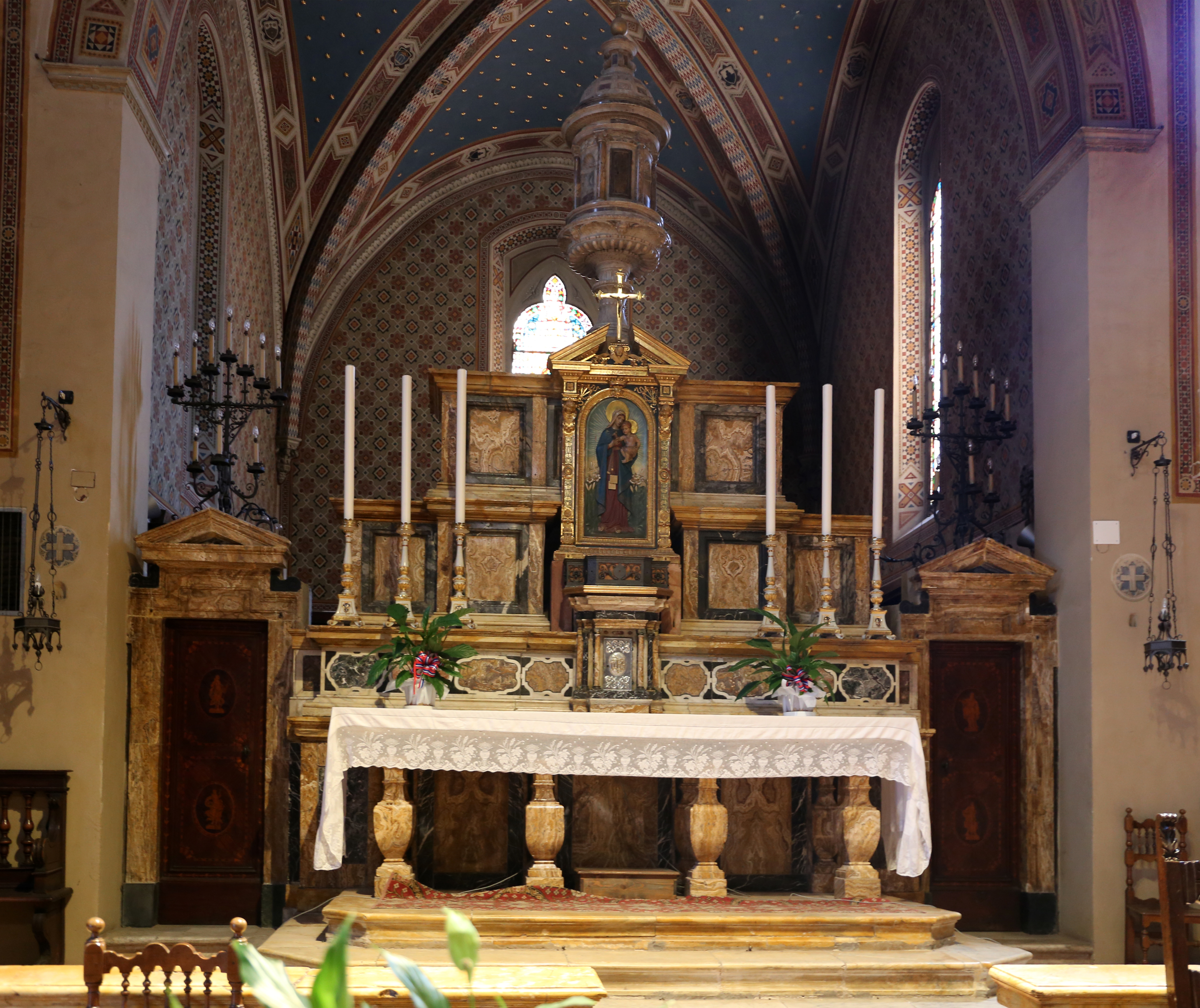
Главный алтарь. 1650-1700
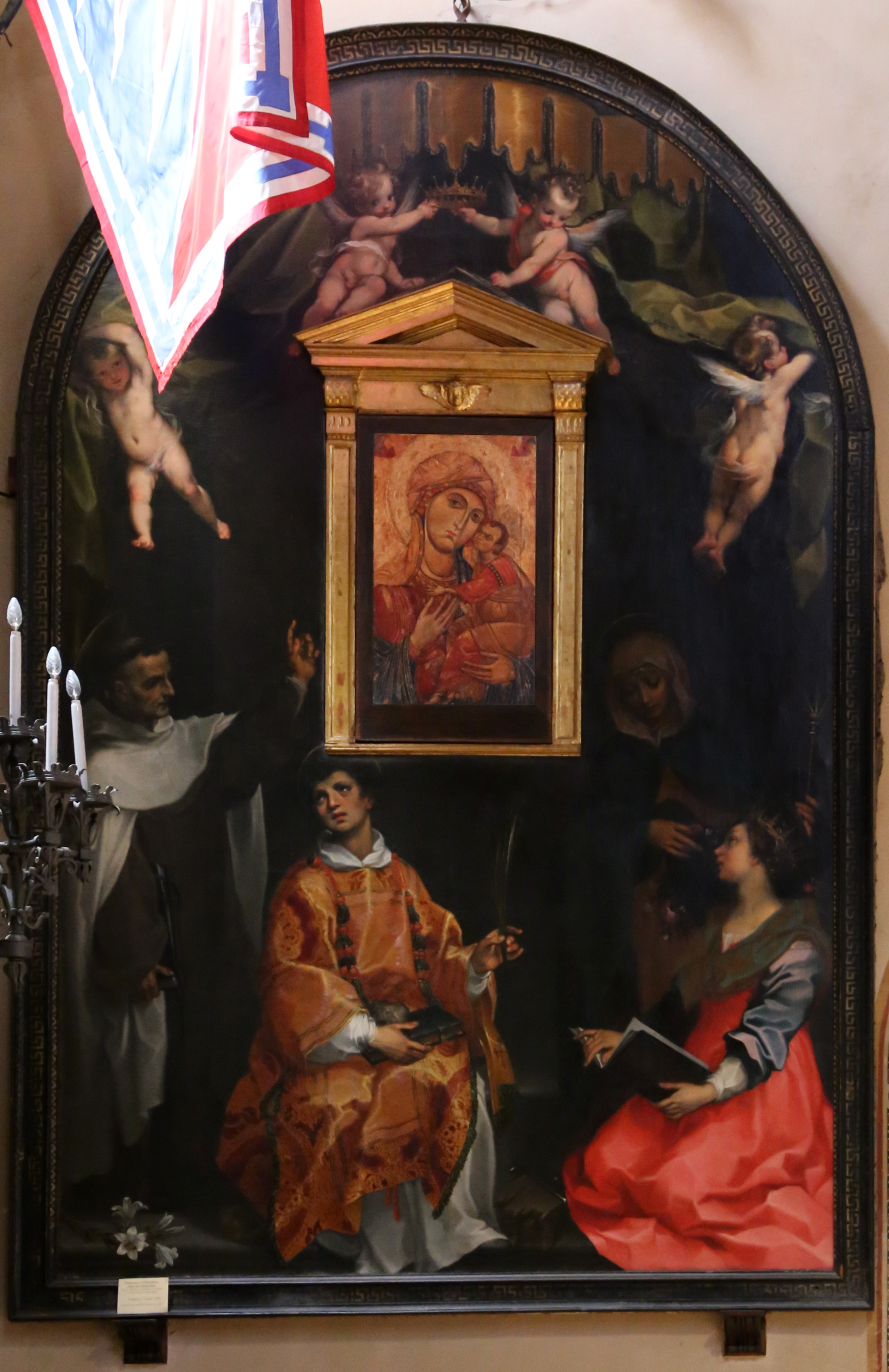
Франческо Ванни. Святые, поклоняющиеся Мадонне Мантеллини
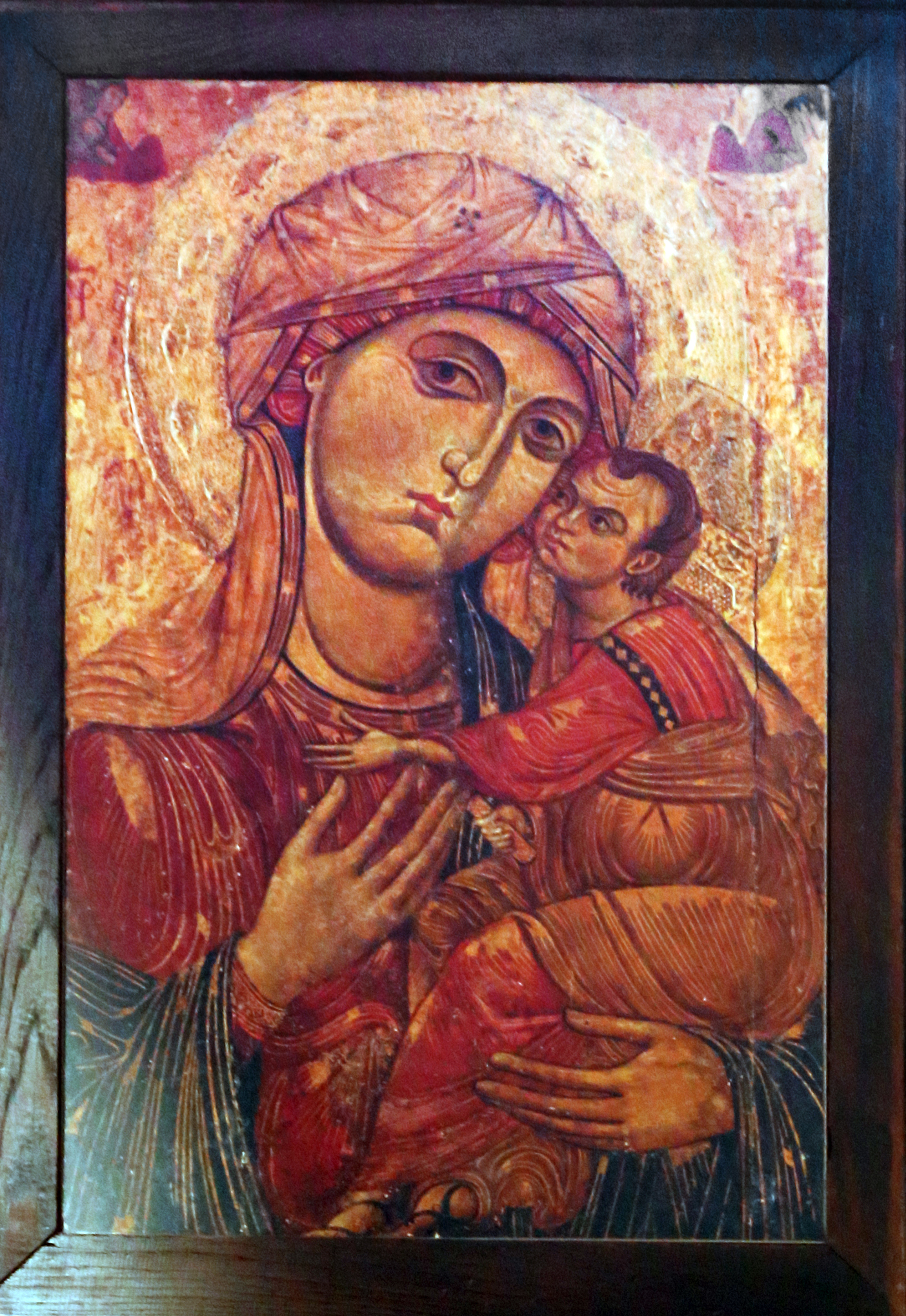
Мадонна Мантеллини. Ок. 1240. Дерево, темпера
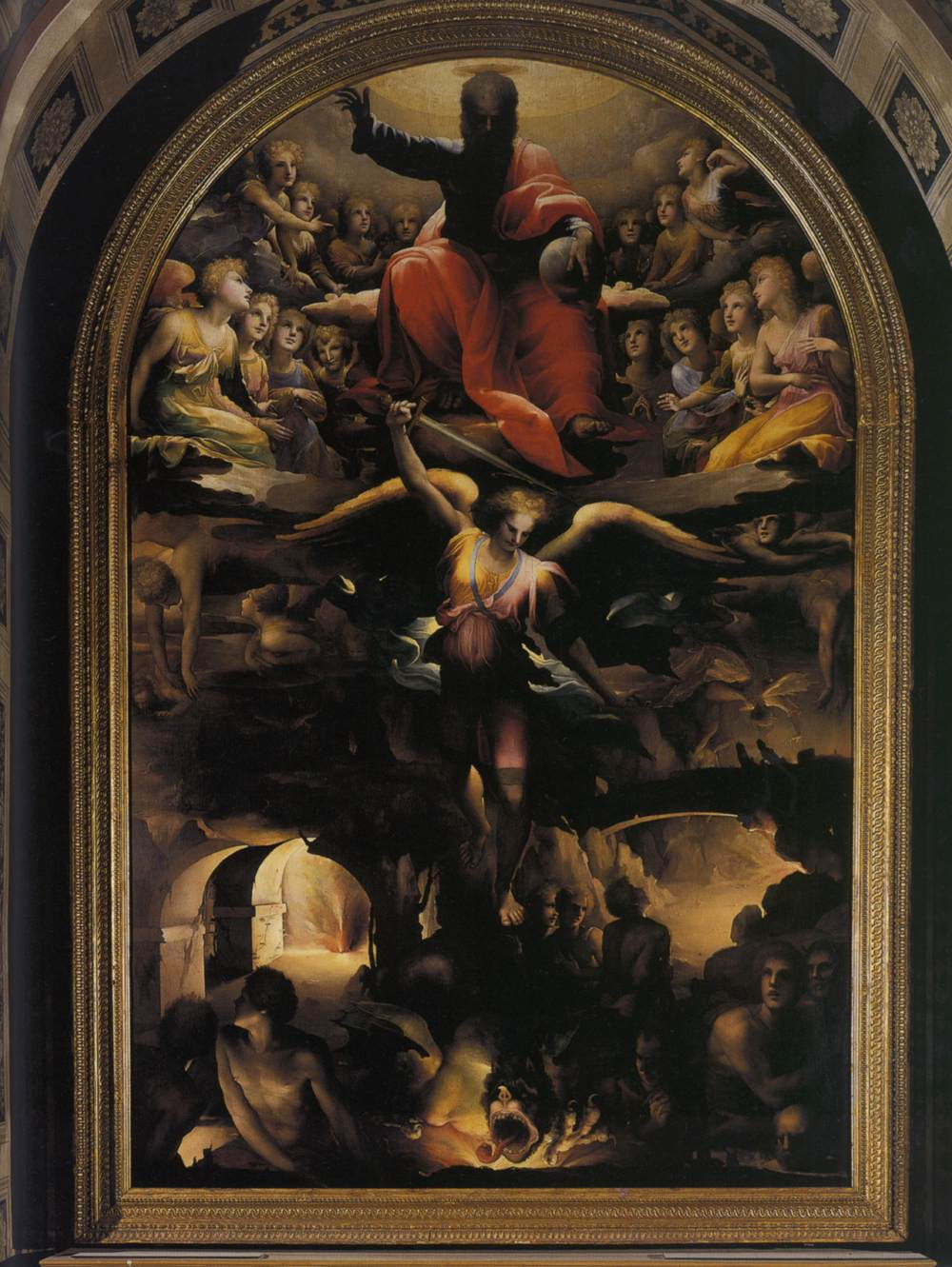
Доменико Беккафуми. Архангел Михаил, изгоняющий мятежных ангелов. Ок. 1528. Дерево, масло
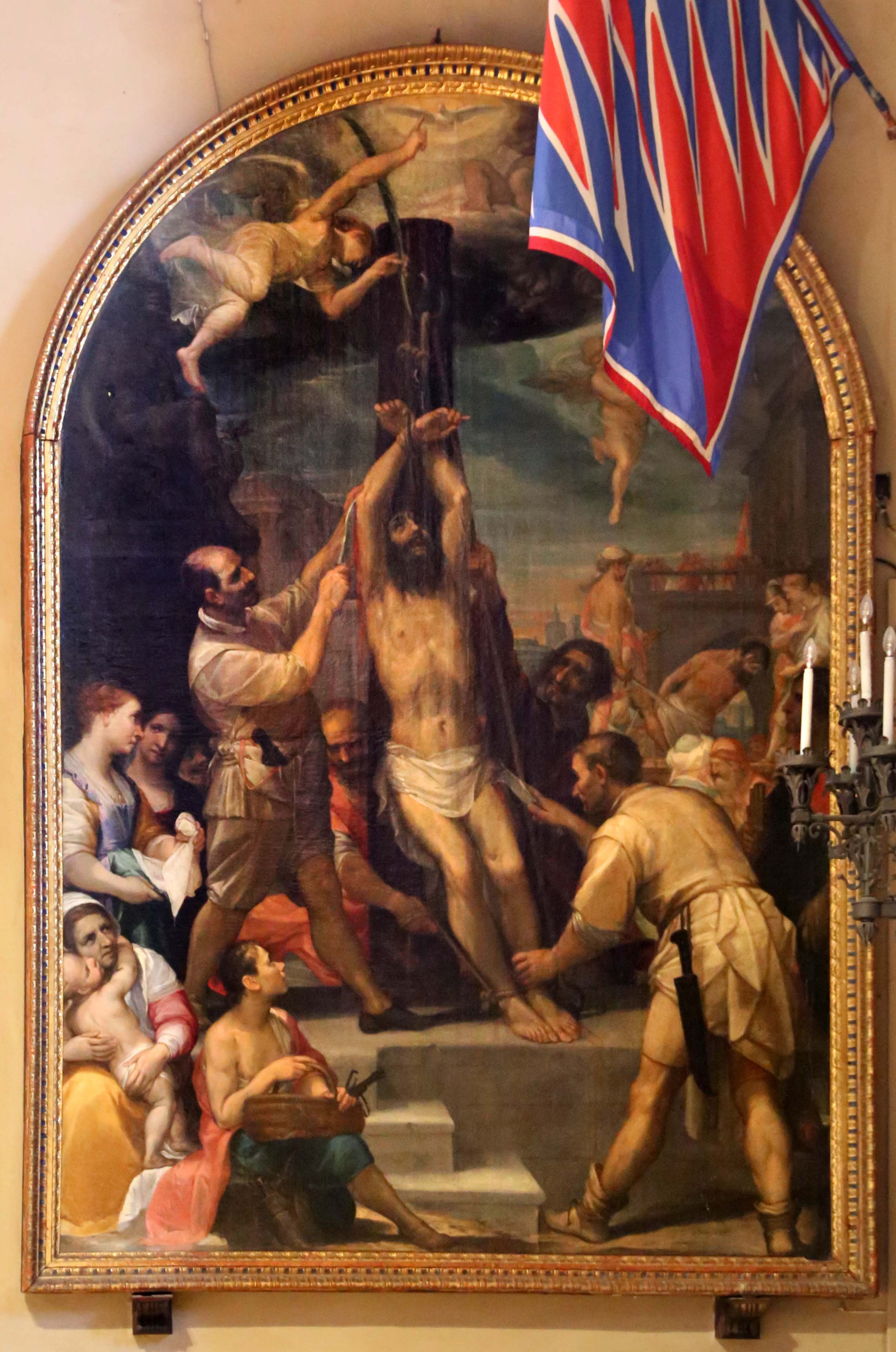
Алессандро Казолани. Мученичество Святого Варфоломея. 1604
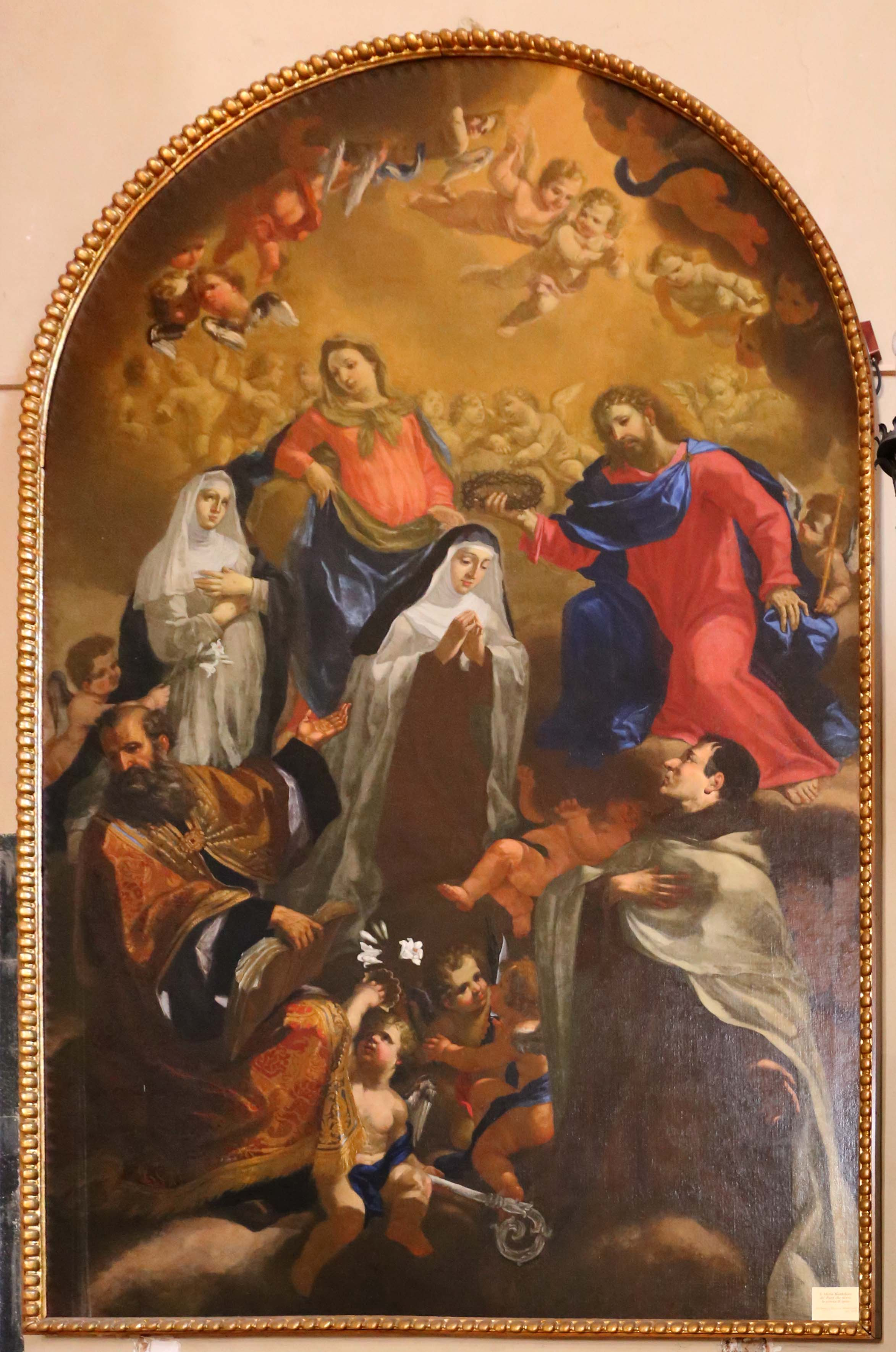
Дионисио Монторселли (приписывается). Святая Мария Магдалина Пацци, получающая терновый венец
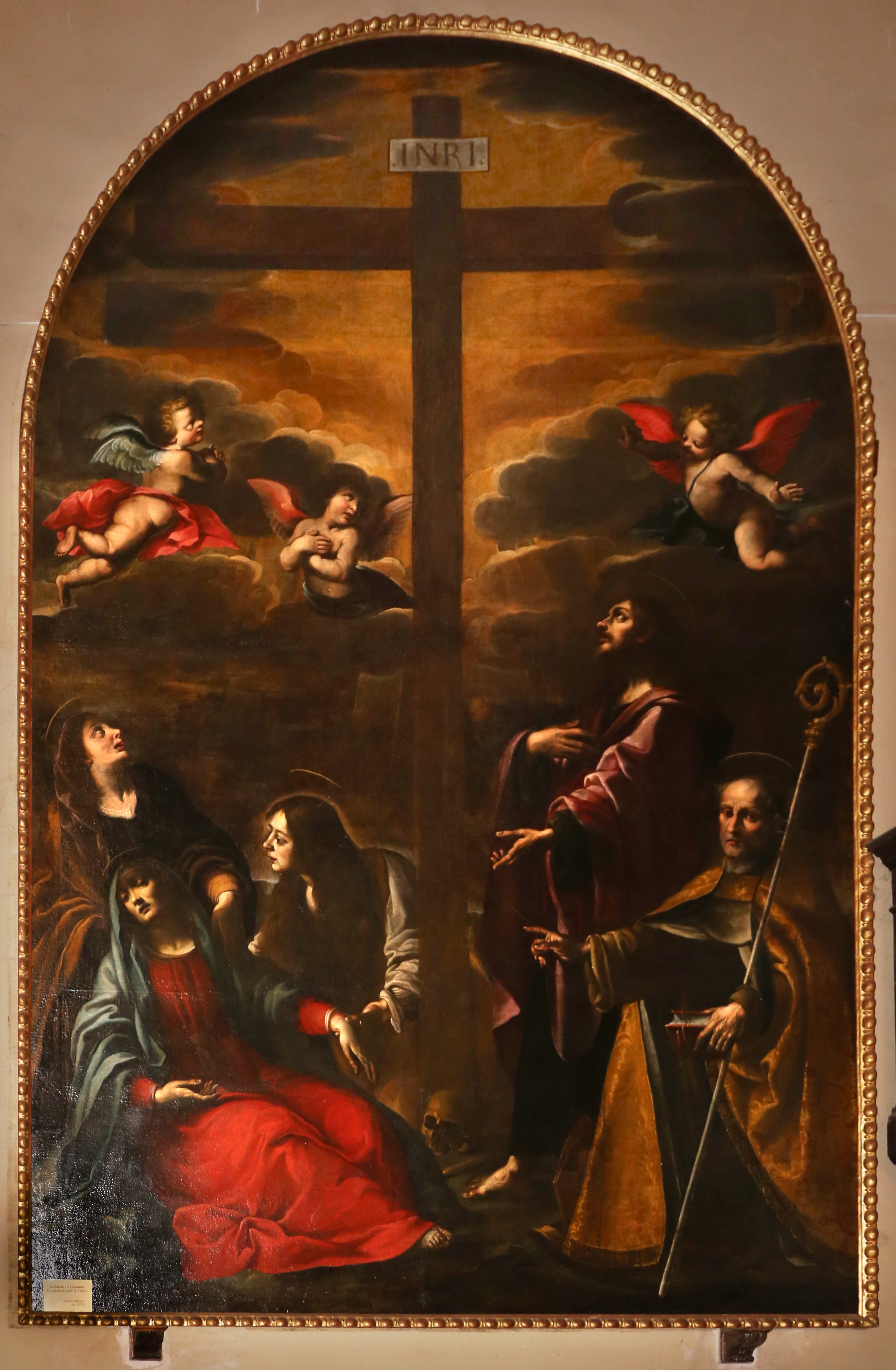
Рутилио Манетти. Три Марии и Святой Иоанн у креста Распятия
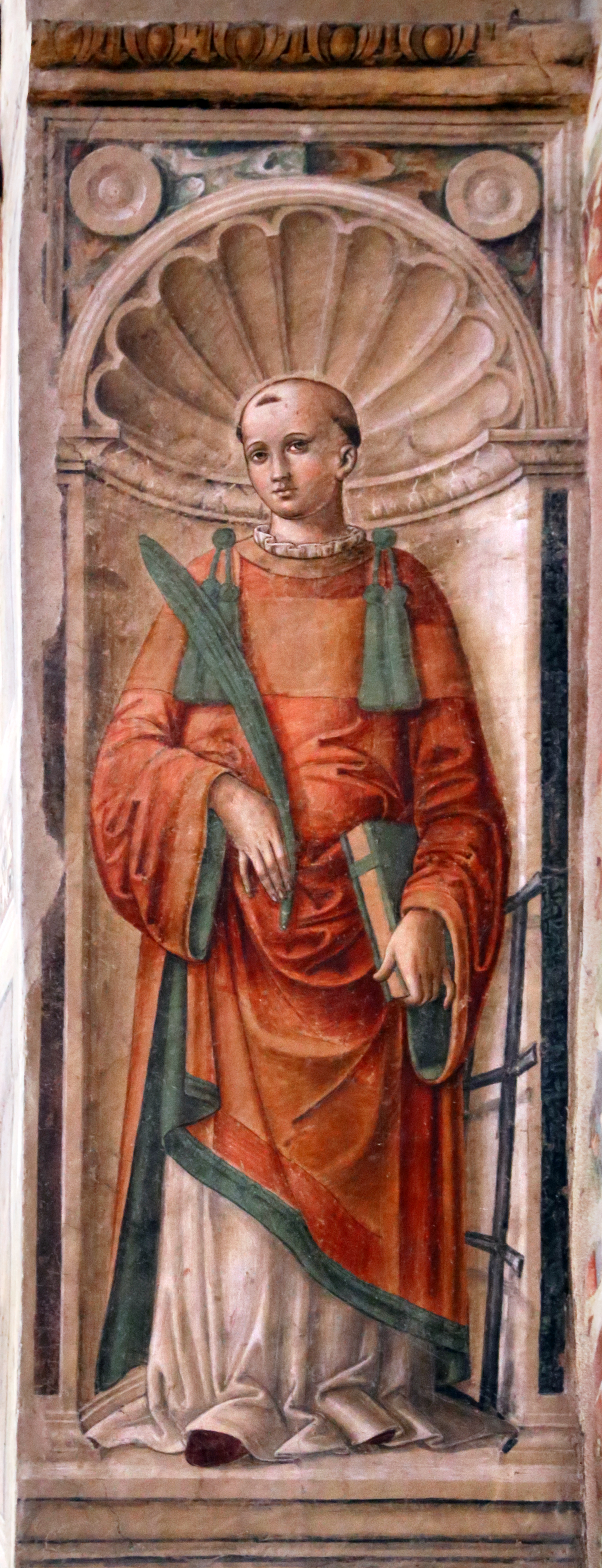
Святой Лаврентий. XVI в.